# Mesilla vittiventris
Mesilla vittiventris is een spinnensoort in de taxonomische indeling van de buisspinnen (Anyphaenidae).
Het dier behoort tot het geslacht Mesilla. De wetenschappelijke naam van de soort werd voor het eerst geldig gepubliceerd in 1903 * door Eugène Simon.